# El gobierno de los bienes comunes
El gobierno de los bienes comunes. La evolución de las instituciones de acción colectiva, es la obra más difundida de la politóloga estadounidense Elinor Ostrom.
La obra propone una visión original sobre el problema de sobreexplotación de los recursos comunes planteado por Garrett Hardin, conocido como la Tragedia de los comunes. La visión de la autora es que los recursos comunes no necesariamente serán sobreexplotados como argumenta Hardin; por el contrario existen casos en los cuales, a partir de arreglos institucionales y contratos entre los interesados, los recursos comunes se explotan de manera sostenible.
Igualmente El gobierno de los bienes comunes ha adquirido una relevancia creciente entre los economistas neo institucionales por el análisis y comprensión de las formas en las cuales las comunidades se autogestionan creando instituciones y contratos a largo plazo.[cita requerida]

## Propósito de la obra
El principal propósito de la obra es exponer una teoría que permita comprender en qué condiciones las comunidades gestionarán de manera sostenible y organizada sus bienes comunes (por ejemplo sistemas de riego o pastizales comunes, zonas comunes de pesca o de tala) y en qué condiciones estas comunidades sobreexplotarán estos bienes hasta su extinción. Las comunidades que manejan sus bienes comunes de manera sostenible son aquellas que logran acuerdos institucionales “robustos”; por su parte los casos en los cuales las comunidades que sobreexplotan sus recursos comunes son aquellas con “acuerdos institucionales frágiles” o “fallidos” en el caso extremo de la tragedia de los comunes.
La obra ha ganado relevancia entre los estudiantes de economía y ciencia política por los aportes teóricos y metodológicos que hace sobre las formas de organización social que se pueden dar alrededor de los bienes comunes y su explotación.